# Adela Turin
Adela Turin (Milano, 28 settembre 1939 – 15 dicembre 2021) è stata una scrittrice e editrice italiana, specializzata in libri per bambini, femminista e pioniera nel mettere in discussione i ruoli sociali e familiari mostrati nella letteratura.

## Biografia
Adela Turin nacque a Milano nel settembre 1939. Durante gli anni '60 fa parte del gruppo milanese Rivolta, legato al partito femminista. Nel 1975, insieme all'illustratrice Nella Bosnia, crea la casa editrice Dalla Parte Delle Bambine, in riferimento all'omonimo saggio, pubblicato nel 1973 dalla pedagoga femminista italiana Elena Gianini Belotti. Unì le forze con la casa editrice francese Des femmes, fondata da Antoinette Fouque, per pubblicare letteratura per bambini non sessista e con la casa editrice spagnola Lumen nel 1976. Il primo album, Rose Bombonne (di Adela Turin e Nella Bosnia) fu pubblicato nell'ottobre del 1975.
Nel 1979 uscì il suo lavoro Aurore. Aurore Dupin diventa George Sand, illustrato da Annie Goetzinger, con cui vinse il Premio Grafico Fiera di Bologna per la Gioventù alla "Fiera del Libro Infantile" di Bologna. Vinse il premio altre due volte.
In seguito si trasferì a Parigi dove fondò l'associazione "Du côté des filles" (Dal punto di vista dei bambini), insieme alla sociologa Silvie Cromer, per indagare e denunciare i pregiudizi sessisti nei materiali educativi, e per promuovere rappresentazioni antisessiste. Pubblicò nel 1994, insieme a  Cromer, uno studio su 537 storie illustrate per bambini: Cosa raccontano gli album per bambini? O come presentiamo il rapporto tra uomini e donne ai bambini in cui vennero messi in evidenza gli stereotipi sessisti che veicolavano queste pubblicazioni.  In particolare, tra il 1975 e il 1980 pubblicò più di venti titoli che denunciavano la situazione della donna e riformulavano i ruoli sociali e familiari. A Parigi fu anche direttrice artistica di una agenzia pubblicitaria e disegnò per Lanvin Castillo.
Rientrò a Milano dove diresse l'ufficio stile della Rinascente, fondò insieme a Nella Bosnia e Francesca Cantarelli "Contact Studio" (si occupava non solo di libri per bambini ma anche di collezioni tessili), propose nuovi libri (noti sono i suoi racconti L'Artur i la Clementina, Rosa Caramel e La storia dels bonobos amb colleres" illustrati da Nella Bosnia). Ebbe anche un figlio, Luca, con il quale poi vivrà ad Atene, in Grecia.
Morì nel dicembre 2021 all'età di 82 anni. Il fondo bibliografico e archivistico di Adela Turin è stato acquisito dall’Unione femminile nazionale.

## Opere scelte

### Letteratura per l'infanzia
- Le temps des pommes, ill. di Sophie Gilles, ed. Actes Sud junior, Grands Livres, 2000
- Un heureux malheur, ill. di Nella Bosnia, ed. Actes Sud junior, Grands Livres, 1999
- La main de Pamela, a cura di Hatier, D'autres contes, 1982
- Les cadeaux de la fée, ill. di Nella Bosnia, Hatier, D'autres contes, 1981
- La veste rapiécée, ill. di Anna Curti, ed. Hatier, D'autres contes, 1980
- Salut poupée, ed. des Femmes, Du côté des petites filles, 1978
- Maiepoimai, ill. di Letizia Galli, ed. Dalla Parte delle Bambine, 1977
- Jamèdlavie, ill. di Letizia Galli, ed. des Femmes, Du côté des petites filles, 1977
- L'histoire vraie des bonobos à lunettes, ill. di Nella Bosnia, ed. des Femmes, Du côté des petites filles, 1976 (in italiano: La storia dei bonobo con gli occhiali Kalandraka 2013)
- Histoire de sandwiches, ed. des Femmes, Du côté des petites filles, 1976
- Rose bombonne, ill. di Nella Bosnia, ed. des Femmes, Du côté des petites filles, 1975

### Saggi
- Proprio così: per l'uguaglianza dei sessi attraverso la letteratura per l'infanzia, Salamanca, Fundación Germán Sánchez Ruipérez, 1996
- Le storie continuano a raccontare...: alcune riflessioni sugli stereotipi, Madrid, Horas y horas, 1995